# Kropsprog & fremsyn
Kropsprog & fremsyn er en dansk eksperimentalfilm, der er instrueret af Mette Tine Bruun efter eget manuskript.

## Handling
Mette Tine Bruun læser sine digte Kropsprog og Fremsyn fra digtsamlingen Natmasker op.